# محمود المسعدی
محمود المسعدی (عربی: محمود المسعدي زاده: ۲۸ ژانویه ۱۹۱۱ – ۱۶ دسامبر ۲۰۰۴) نویسنده، روشنفکر، دانشمند و سیاست‌مدار تونسی است. مهم‌ترین آثار وی نمایشنامه السد و کتاب حدث ابوهریره قال است که به عنوان نُهمین کتاب برتر در بین ۱۰۰ داستان عربی از طرف اتحادیه نویسندگان عرب انتخاب شد. وی ریاست وزارت آموزش ملی و وزارت امور فرهنگی و ریاست مجلس نمایندگان را بر عهده داشت و توانست آموزش رایگان کودکان تونسی را به تصویب برساند.

## زندگی‌نامه
محمود المسعدی در شهر تازرکه از استان نابل تونس زاده شد و در مکتب خانه روستا تحصیل را شروع کرد و قبل از اینکه تحصیلات متوسطه را در روستا شروع کند قرآن را حفظ کرده بود. سپس در سال ۱۹۳۳ در دانشسرای الصادقی تحصیلاتش را ادامه داد و در همان سال به دانشکده ادبیات دانشگاه سوریه‌ای‌ها رفت تا زبان عربی و ادبیات را ادامه دهد. در سال ۱۹۳۶ از دانشکده فارغ‌التحصیل شد و کار نوشتن اولین رساله خود بنام مدرسه ابو نواس الشعریه را شروع کرد و رساله دوم را حول ایقاع و السجع نوشت که بخاطر جنگ جهانی دوم هر دو نیمه تمام ماندند و بعدها به عربی و فرانسوی منتشر شدند. المسعدی تحصیلات دانشگاهی را در تونس و فرانسه ادامه داد.

## فعالیت‌ها
المسعدی در کنار تحصیلات دانشگاهی، وارد سیاست شد و مسئولیت امور آموزشی در جنبش ملی استقلال را که بمنظور مبارزه با استعمار فرانسه به آن ملحق شده بود عهده‌دار شد و نقش رهبری‌کننده در سندیکای معلمان داشت.
المسعدی بعد از استقلال در سال ۱۹۵۶ مسئولیت وزارت آموزش ملی را عهده‌دار شد و دانشگاه تونس را تأسیس نمود. قبل از آن نیز توانست آموزش رایگان برای کودکان تونسی را به تصویب برساند. در سال ۱۹۷۶ وزیر امور فرهنگی تونس شد و قبل از پایان زندگی سیاسی نیز ریاست مجلس نمایندگان را داشت. وی علاوه بر این مسئولیت‌ها در سازمان یونسکو و الیکسو و همین‌طور جمعیت زبان عربی در اردن فعالیت زیادی داشت و در سال ۱۹۴۴ بر مجله المباحث و سال ۱۹۷۵ بر مجله زندگی فرهنگی نظارت می‌کرد.
المسعدی آثار مهم خودش را در سال‌های ۱۹۳۹ و ۱۹۴۷ نوشت، این آثار بیانگر تأثیرات قرآن بر تحول و دگرگونی فکری و عقیدتی و روش‌های کار است. آثار او بر کار متفکران مسلمان در قرون مختلف، و بر ادبیات قدیم عرب که او از سال‌های دبیرستان خود به آن توجه داشت متمرکز بود، علاوه بر آن دانش گسترده‌اش بر ادبیات فرانسوی به‌طور خاص و جهان غرب به‌طور عام تأثیر گذاشت.

## آثار وی

### کتاب
- کتاب حدث أبو هریرة قال در سال ۱۹۳۹ نوشته شد که به‌طور کامل در سال ۱۹۷۳ چاپ شد، ترجمه آلمانی آن نیز در تاریخ ۱۱/۲۰۰۹ منتشر شد.
- نمایشنامه سد در ۱۹۴۰ نوشته شد که به‌طور کامل در سال ۱۹۵۵ چاپ شد و ترجمه آلمانی آن در اکتبر ۲۰۰۷ منتشر شده‌است.
- محصول فراموشی، اولین بار در سال ۱۹۴۵ منتشر شد، و به زبان فرانسه (در سال ۱۹۹۳) و هلندی (در سال ۱۹۹۵) ترجمه شد. ترجمه آلمانی آن در مارس ۲۰۰۸ منتشر شد.
- از روزهای ایمان در سال ۲۰۱۲ در آلمان به همراه «مسافر» و «سنباد و طهارت» منتشر شده‌است.[۵][۶]

### گفتارها
- زراعت را به من بدهید تا تمدن را برای شما تضمین کنم.
- مقداری جنون برای مقداری از آزادی ضروری است.
- زمین برای مردان دارای امید است و می‌تواند آینده را به چالش بکشند.[۷]

## درگذشت
محمود المسعدی در تاریخ ۱۶ دسامبر ۲۰۰۴ در بیمارستان مونگی سلیم در لا مارشا در سن ۹۳ سالگی درگذشت. دانشگاه مانوبه پس از مرگ به وی دکترای افتخاری در ۲۸ دسامبر ۲۰۰۵ داد.